# Miguel Verdiguier
Miguel Verdiguier o Jean-Michel Verdiguier (Marsella, Francia, 1706-Córdoba, España, 1796) fue un escultor francés, afincado en España.

## Biografía
Jean-Michel Verdiguier, hijo de Jérôme Verdiguier, negociante, y de Catherine Triq, nació en Marsella en 1706. Queda huérfano de padre a los dieciséis años y a esa edad marcha a París y luego a Roma para formarse como escultor. De 1728 a 1748 se establece en Toulon, en un taller de escultura a las órdenes de Jean Ange Maucord, maestro escultor especializado en motivos marineros. El 30 de septiembre de 1743 se casó con la hija de su maestro, Marie Magdeleine Maucord, quince años más joven. Verdiguier colabora en las estatuas y bajorrelieves de la Puerta del Arsenal, hoy Museo de la Marina. Igualmente realiza pequeñas piezas de mármol de la Catedral de Sainte-Marie-Majeure o Notre-Dame-de-Seds.
Abandona Toulon hacia 1758 para instalarse en Marsella, su ciudad natal. Allí va a fundar un taller de escultura. Entre sus primeros encargos destacan las esculturas de la fachada principal del Palacio de Justicia, el hotel Daviel. Pero un suceso inoportuno marcará su vida: es acusado de robar una lámpara de plata de la iglesia del Convento de Minimes, sencillamente porque unos días antes lo había visitado y se había admirado de su factura.

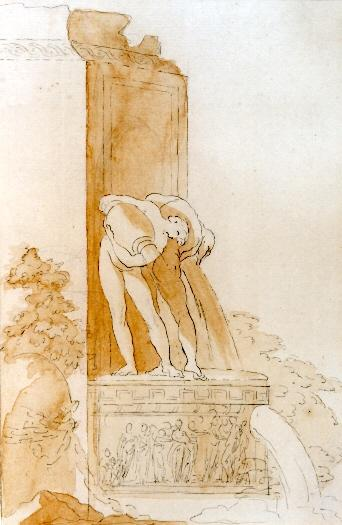
Proyecto de fuente monumental, dibujo conservado en el Museo de Bellas Artes de Córdoba

Fue director estatutario de la Academia de Marsella y académico de mérito de escultura de la Academia de Bellas Artes de San Fernando de Madrid. 
El Cabildo Catedralicio de Córdoba le encargó en el año 1765, la construcción del monumento al Arcángel San Rafael situado junto a la Puerta del Puente. A él se deben también los púlpitos churriguerescos del crucero de la catedral cordobesa y en el Museo de Bellas Artes de Córdoba se conserva también parte de su obra. 
En la fachada del Sagrario de la Catedral de Jaén realizó todas las esculturas exteriores que la resiguen, también para la Catedral de Granada en 1780 junto con su hijo, trabajó en los relieves de su fachada y en la capilla de S. Cecilio.
Para la ciudad de Lucena hizo el Cristo del Santo Entierro.